# T. Jeff Busby
Thomas Jefferson "T. Jeff" Busby, född 26 juli 1884 i Tishomingo County i Mississippi, död 18 oktober 1964 i Houston i Mississippi, var en amerikansk politiker (demokrat). Han var ledamot av USA:s representanthus 1923–1935.
Busby efterträdde 1923 Thomas U. Sisson som kongressledamot och efterträddes 1935 av Aaron L. Ford.
Busby är begravd på Houston Cemetery i Houston i Mississippi.